# Benthopecten moluccanus
Benthopecten moluccanus är en sjöstjärneart som beskrevs av Fisher 1913. Benthopecten moluccanus ingår i släktet Benthopecten och familjen nålsjöstjärnor. Inga underarter finns listade i Catalogue of Life.